# Eiphosoma luteum
Eiphosoma luteum är en stekelart som beskrevs av Charles Thomas Brues 1917. Eiphosoma luteum ingår i släktet Eiphosoma och familjen brokparasitsteklar. Inga underarter finns listade i Catalogue of Life.